# Bolbohamatum
Bolbohamatum is een geslacht van cognackevers. De wetenschappelijke naam werd in 1980 gepubliceerd door Jan Krikken. De soorten uit dit geslacht komen voor in het Oriëntaals gebied.

## Soorten
- Bolbohamatum calanus (Westwood, 1848), originele combinatie: Bolboceras calanus
- Bolbohamatum cyclops (Olivier, 1789), originele combinatie: Scarabaeus cyclops; aangeduid als de typesoort van het geslacht.
- Bolbohamatum drescheri Krikken, 1980
- Bolbohamatum kuijteni Krikken, 1980
- Bolbohamatum laevicolle (Westwood, 1848), originele combinatie: Bolboceras laevicollis
- Bolbohamatum laterale (Westwood, 1848), originele combinatie: Bolboceras lateralis
- Bolbohamatum marginale Krikken, 1980
- Bolbohamatum meridionale Krikken, 1980
- Bolbohamatum phallosum Krikken, 1980
- Bolbohamatum pseudogrande Krikken, 1980
- Bolbohamatum pyramidifer Krikken, 1980
- Bolbohamatum robustum Krikken, 1980
- Bolbohamatum syncopator Krikken, 1980